# Jan Cyž

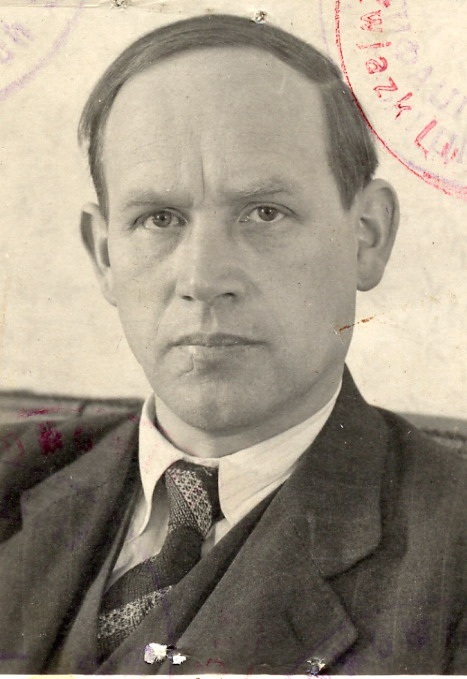
Jan Cyž (um 1945)

Jan Cyž (deutsch Johannes Ziesche; * 13. Januar 1898 in Säuritz; † 21. September 1985 in Bautzen) war ein sorbischer Jurist, Verleger und Landrat des Kreises Bautzen.

## Leben
Nach dem Besuch der Bautzener Domschule und des Kleinseitner deutschen Staatsgymnasiums in Prag studierte er an der Karls-Universität Rechtswissenschaften. In diesem Fach wurde er auch promoviert. Von 1926 bis 1932 war er Leiter der Cottbuser Filiale der Wendischen Volksbank. Wegen seiner Arbeit und seiner Aktivitäten in nationalsorbischen Bewegungen wurde er 1933 von den Nationalsozialisten inhaftiert, kam jedoch nach kurzer Zeit wieder frei. In den Jahren 1934 bis 1937 war er Herausgeber der sorbischen Tageszeitung Serbske Nowiny und sicherte ihr Erscheinen bis zum Verbot der Domowina im Jahr 1937. Während des Zweiten Weltkriegs kam Cyž wiederum in Gestapo-Haft, bis er im Februar 1945 bei den Luftangriffen auf Dresden gemeinsam mit Jan Meškank aus dem Gefängnis flüchten konnte.

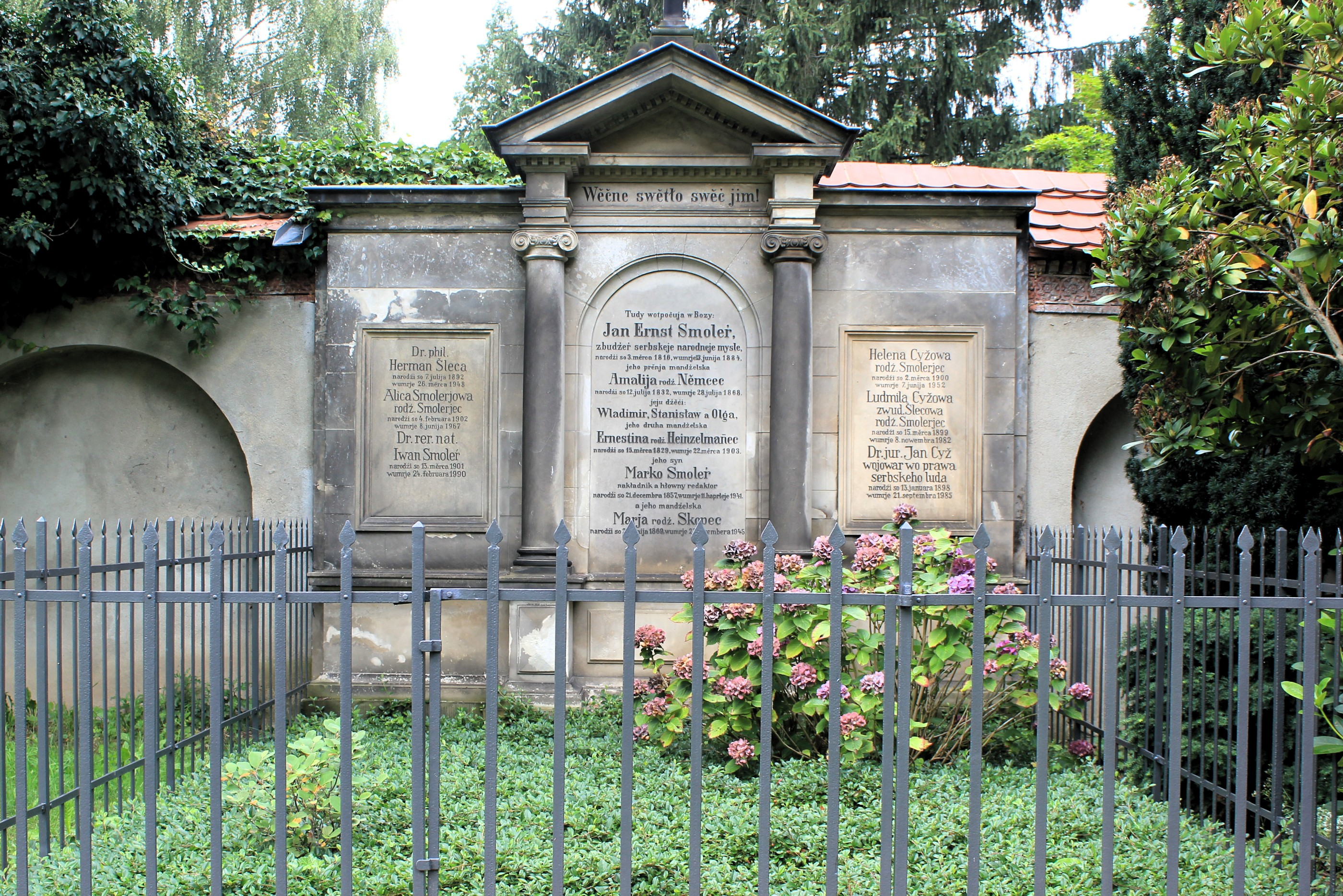
Das Smoler’sche Familiengrab auf dem Protschenberg – letzte Ruhestätte von Jan Cyž

Im Mai 1945 war er nach deren Wiedergründung kurzzeitig kommissarischer Vorsitzender der Domowina und wurde von der sowjetischen Kommandantur zum Landrat des Kreises Bautzen ernannt. Nach seiner Abberufung als Landrat am 12. Mai 1955 aufgrund politischer Differenzen mit der Bautzener SED-Leitung wirkte er als Herausgeber der damaligen sorbischen Tageszeitung Nowa doba. 1968 war Ziesche Vorsitzender des Kreisausschusses der Nationalen Front im Kreis Bautzen.
Cyž war mit Helene Smoler (1900–1952) verheiratet, einer Tochter des Verlegers der Serbske Nowiny Marko Smoler und somit Enkeltochter von Jan Arnošt Smoler. Nach ihrem frühen Tod heiratete Cyž ihre verwitwete Schwester Ludmila (1899–1982). Er starb 1985 in Bautzen und wurde im Smoler’schen Familiengrab auf dem Protschenberg beigesetzt.

## Auszeichnungen
- 1968: Vaterländischer Verdienstorden in Bronze[4]
- 1982: Vaterländischer Verdienstorden in Gold[5]

## Werke
In seinen späten Jahren beschäftigte sich Jan Cyž mit dem Leben von Jan Arnošt Smoler und veröffentlichte darauf seine verfassten Gedanken über Die Kämpfe um die Befreiung der Lausitz. Daneben veröffentlichte er drei weitere Erinnerungsbände:
- Hdyž so młody na puć podaš (Wenn du dich jung auf den Weg begibst, 1983)
- W tlamje ječibjela (Im Rachen des Teufels, 1984)
- Ćernje na puću do swobody (Dornen auf dem Weg in die Freiheit, 1979, 1985)